# Egbert Swensson
Egbert Swensson (24 de mayo de 1956) es un deportista de la RDA que compitió en vela en la clase 470. 
Participó en los Juegos Olímpicos de Moscú 1980, obteniendo una medalla de plata en la clase 470. Ganó una medalla en el Campeonato Mundial de 470 de 1982 y tres medallas en el Campeonato Europeo de 470 entre los años 1980 y 1983.

## Palmarés internacional
| Juegos Olímpicos   | Juegos Olímpicos     | Juegos Olímpicos | Juegos Olímpicos |
| Año                | Lugar                | Medalla          | Clase            |
| ------------------ | -------------------- | ---------------- | ---------------- |
| 1980               | Moscú (URSS)         | Medalla de plata | 470              |
| Campeonato Mundial |                      |                  |                  |
| Año                | Lugar                | Medalla          | Clase            |
| 1982               | Cascaes (Portugal)   | Medalla de oro   | 470              |
| Campeonato Europeo |                      |                  |                  |
| Año                | Lugar                | Medalla          | Clase            |
| 1980               | Helsinki (Finlandia) | Medalla de oro   | 470              |
| 1981               | Morges (Suiza)       | Medalla de plata | 470              |
| 1983               | Puck (Polonia)       | Medalla de oro   | 470              |